# Últimas vacaciones en familia
Últimas vacaciones en familia es una película independiente de Argentina escrita y dirigida por Nicolás Teté que se estrenó el 1 de agosto de 2013 y fue protagonizada por Nai Awada, Camilo Cuello Vitale, Many Díaz, Luis Álvarez y Nicolás Condito. Fue nombrada de interés cultural por la provincia de San Luis, donde fue filmada. El film resultó ganador del certamen Argentina en Plano General y formó parte de la selección oficial de la edición 2013 del Portobello Film Festival. Es la única película filmada íntegramente en la Villa de Merlo, San Luis, Argentina, uno de los centros turísticos más importantes del país. Nicolás Teté filmó la película a sus 21 años. Su título en inglés es The Last Family Holidays.

## Sinopsis
La Villa de Merlo es el lugar elegido por los López Araujo para pasar sus últimas vacaciones juntos como familia. El día que las vacaciones terminen y vuelvan a Buenos Aires, Marcela (Many Díaz) y Arturo (Luis Álvarez Moya) ya no vivirán en la misma casa, y Camila (Naiara Awada) y Joaquín (Camilo Cuello Vitale) dividirán sus tiempos entre su padre y su madre. 
Para las vacaciones Marcela intenta crearse una ficción en la que sigue teniendo un matrimonio feliz con Arturo, quien está corporalmente en Merlo, pero mental y emocionalmente con su nueva mujer. Joaquín se escapa de la mirada de su familia siempre que puede. Camila reniega de las vacaciones lejos de su novio pero va a descubrir a otras personas.

## Elenco
- Naiara Awada
- Camilo Cuello Vitale
- Many Díaz
- Luis Álvarez Moya
- Nicolás Condito
- Roberta Bravo